# Cyrtandra confertiflora
Cyrtandra confertiflora là một loài thực vật có hoa trong họ Tai voi. Loài này được (Wawra) C.B.Clarke mô tả khoa học đầu tiên năm 1883.